# Amstrad PC1512

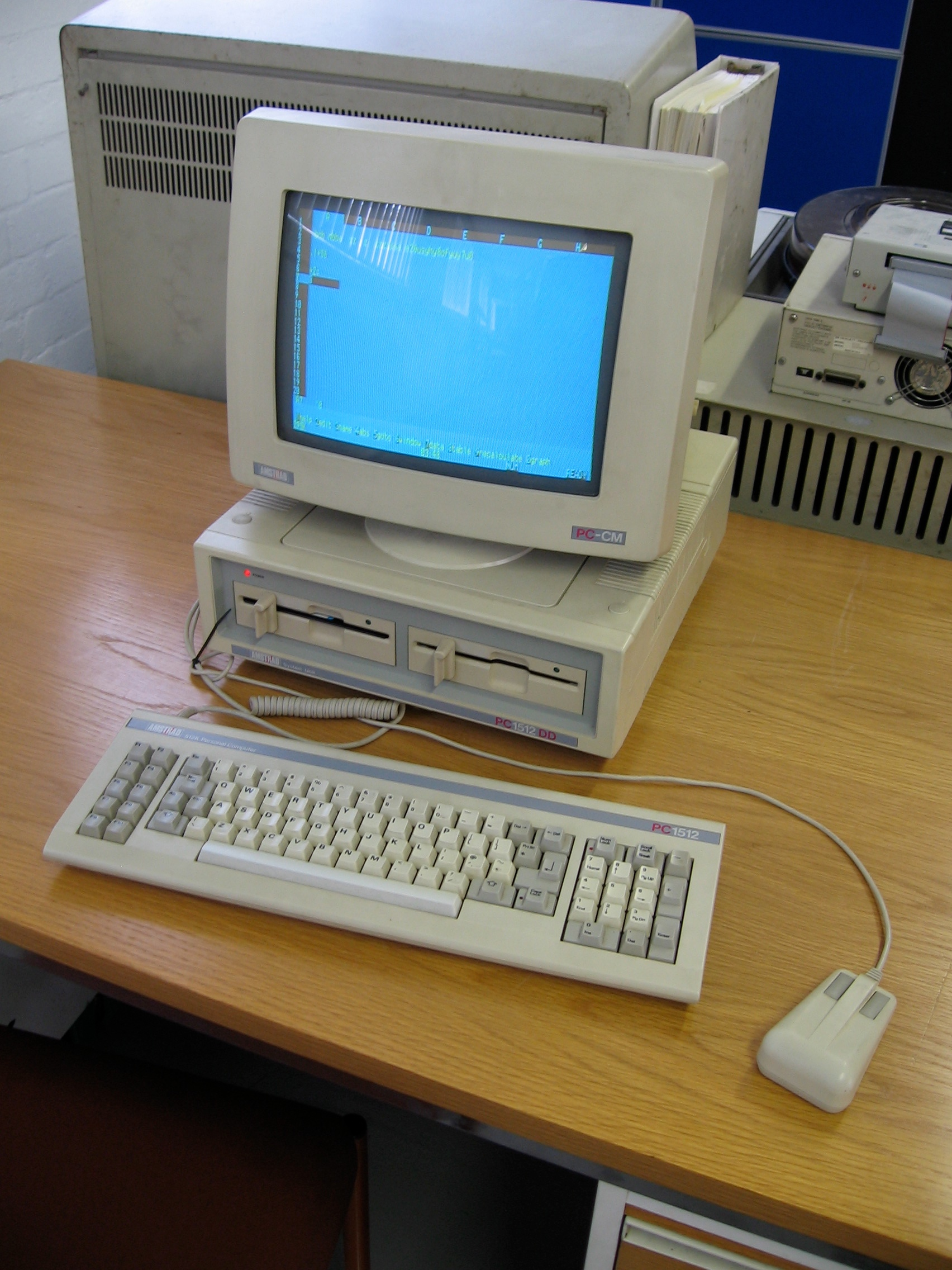
Un sistema PC 1512 con el estándar Amstrad livery

El Amstrad PC1512 fue la computadora de Amstrad mayormente compatible con el IBM PC, fabricada por primera vez en 1986. Más tarde fue sucedido por el Amstrad PC1640.
Se lanzó por 225 000 pesetas (£499 en Reino Unido) y se vendió muy bien, ya que fue una de los primeros PC baratos en Europa. Ayudó significativamente a abrir el mercado europeo de computadoras personales tanto a consumidores como a empresas, y la publicidad del PC1512 de Amstrad estaba dirigida a hogares en lugar de oficinas. La influencia del 1512 fue tal que la revista de PC del Reino Unido PC Plus originalmente se enfocó en "Amstrad PC 1512 y compatibles", ya que la compra de otros modelos de PC en el hogar en ese momento era rara.
El PC1512 se vendía con 512 KB de RAM; podría actualizarse a 640 KB de RAM con 16 chips de RAM dinámica 4164-120 (64KBx1 por chip) y configurando un jumper.  La salida de vídeo era compatible con el estándar CGA, con una extensión que permite usar los 16 colores en el modo gráfico de 640×200. La CPU tanto del PC1512 como del PC1640 posterior era un Intel 8086 a 8 MHz, que era suficiente para jugar The Secret of Monkey Island, Maniac Mansion y Prince of Persia. La fuente de alimentación se encontraba en el monitor, lo que dificultaba la actualización.
Amstrad obtuvo la licencia de MS-DOS 3.2 y de DOS Plus (de Digital Research), que era ampliamente compatible con MS-DOS e incluía algunas características de CP/M y la capacidad de leer discos CP/M. Solo uno de estos sistemas operativos podría usarse a la vez. También obtuvieron la licencia del sistema de ventanas GEM, que admitía el hardware CGA personalizado del 1512.
El PC1512 fue sucedido por el PC1640, que tenía 640 KB de RAM y un chipset de gráficos compatible con EGA (aunque solo el modelo ECD podía mostrar todos los modos EGA). Ambos modelos incluyen uno o dos disquetes de 5¼ pulgadas, y opcionalmente un disco duro (de 10 o 20 MB).
Amstrad también intentó ampliar su participación en el mercado vendiendo computadoras en los Estados Unidos. En dicho país el PC1512 se comercializó como el PC6400 e incluía un disco duro de 20 MB y la actualización de RAM a 640 KB. El PC1512 también se vendió como el Sinclair PC500.
Los dispositivos de entrada suministrados con la máquina fueron notables. El ratón era de Amstrad, siendo incompatible con los ratones serie comunes de esa época. Fue compatible con algunos juegos, incluido el Elite, pero muchos programas de DOS tuvieron problemas con él. El teclado tenía un puerto de joystick compatible con Atari para joysticks digitales. Los movimientos y botones del joystick se asignaron a códigos de teclado no utilizados, lo que permitía que el joystick se utilizase en muchos juegos de DOS que se escribieron para controlarlos mediante teclado.
La serie fue algo inusual por el hecho de que tenía un control de volumen físico del altavoz interno. Esto permitió al usuario hacer que la máquina emitiera un pitido silencioso, o sonoro, desde el momento del arranque. Esta innovación aún no está presente en la mayoría de los PCs modernos: la señal acústica tradicional sigue siendo un dispositivo de volumen fijo, aunque los altavoces externos conectados a través de hardware de sonido dedicado suelen tener un control de volumen.
Mientras que el PC de IBM (y casi todas los PC compatibles) tenía una fuente de alimentación alojada en la caja principal, la fuente de alimentación del PC1512 estaba integrada con la de su monitor. El monitor tenía suficiente ventilación para enfriarse por convección, en lugar de necesitar un ventilador. El PC1512 era por lo tanto más silencioso que otros PC. Circularon rumores de que un PC de Amstrad podría sobrecalentarse y, si bien los propietarios existentes notaban que esto no sucedía, los nuevos compradores se desanimaron. Como resultado, los modelos posteriores tenían un ventilador de refrigeración integrado en la caja principal. Otro rumor fue, por ejemplo, la sugerencia de que había problemas con la fuente de alimentación "sin blindar" en el monitor, que afectaba al disco duro que podía instalarse opcionalmente en la parte posterior de la caja, y que esto se solucionaba cubriendo de papel de aluminio o cinta de aluminio la parte posterior de la caja o la parte inferior del monitor, para proteger el disco duro.

## Especificaciones
- Disponible en versiones de una o dos unidades de disquete de 360 KB de 5¼ pulgadas o una unidad de disquete con una unidad de disco duro de 10 o 20 MB.
- La versión con disco duro, suministrada con un disquete adicional y utilidades manuales de copia de seguridad y restauración.
- Pantalla CGA y un modo adicional de 640×200 con 16 colores.
- Monitores en color o monocromo. El monitor monocromo CGA funciona en escala de grises, el cual no es compatible con la pantalla monocromo de Hercules, que era más habitual.
- La placa base incluye puerto serie RS232C y puerto paralelo.
- Altavoz con control de volumen (altavoz de PC, sin tarjeta de sonido).
- Reloj de tiempo real con batería y configuración de memoria RAM.
- Zócalo para coprocesador matemático 8087.
- Conector para lápiz óptico.
- Teclado QWERTY de tamaño completo con puerto para joystick (el puerto era el mismo que el incluido en los Commodore Vic-20/C-64).
- Ratón de dos botones con puerto dedicado en la unidad principal del sistema.
- Controlador de ratón
- Tres ranuras de expansión ISA de longitud completa: se accede a ellas a través de los paneles superior y lateral con cerraduras de presión, lo que significa que se podrían añadir tarjetas de expansión sin usar un destornillador.

## Programas suministrados
Se suministraron cuatro discos con los modelos de disquetera, cinco con los modelos de disco duro.
- Sistema operativo MS-DOS 3.2 de Microsoft
- GEM (Graphics Environment Manager) plus GEM Desktop de Digital Research
- GEM Paint de Digital Research
- DOS Plus de Digital Research (ejecuta aplicaciones MS-DOS y CP/M-86)
- Locomotive BASIC 2 basado en GEM

## Dimensiones
- Unidad de sistema PC1512SD 372 W 284 D 135 H 6.05 kg
- Unidad de sistema PC1512DD 372 W 284 D 135 H 7.75 kg

- PC MM Monitor monocromo 350W 300 D 315H 7.43 kg
- PC CM Monitor color 372W 365D 330H 11.6 kg

## Accesorios
Impresora
Amstrad lanzó la impresora Amstrad DMP3000, que era una impresora de matriz de puntos de 80 caracteres con compatibilidad tanto con IBM como con Epson, y contaba con NLQ (calidad casi carta) y podía manejar tanto A4 como papel continuo. Se conecta al ordenador a través de un puerto paralelo.
Módem
Amstrad también lanzó el módem SM2400, que era un módem de acceso telefónico de cuádruple velocidad y con una velocidad de hasta 2400 baudios. Era un módem interno ISA. Estaba recubierto de plástico y podía encajar en el Amstrad PC1512 y PC1640.